# غرنفيل
غرنفيل هي أكبر مدينة في أبرشية سانت أندرو في شرق غرينادا، وهي مركزها، وهي ثالث أكبر مدينة في غرينادا بعد العاصمة سانت جورجز وغوياف.
يبلغ ارتفاعها مترا واحدا عن مستوى سطح البحر.